# Ramo carpal dorsal
O ramo carpal dorsal da artéria radial é uma artéria que vasculariza o membro superior.
O "ramo carpal dorsal da artéria radial se anastomosa(se comunica) com o ramo carpal dorsal da artéria ulnar formando o arco carpal dorsal, que irriga a parte posterior da mão."